# Tumac
Serietidningen Tumac gavs ut av Semic Press 1978–80. Titelserien utspelade sig bland indianer och europeer i Centralamerikas djungler. Seriens skapare och författare under dessa år var Manila (Mats Larsson). Huvudtecknare var den internationellt kände Jesús Blasco. Bland övriga tecknare fanns Kari Leppänen och Abel Romero.
Vid sidan av tidningen gavs serien även ut som julalbum, som fortsatte även efter tidningen lagts ner. Dessa avsnitt skrevs av Donne Avenell som blev huvudförfattare när serien återupplivades i tidningen Serie-Nytt 1983–84. Det sista julalbumet med Tumac gavs ut 1984 (märkt 1985 på omslaget).
Serien gick även på export till andra länder, bl.a. Spanien.

## Utgivning
Serietidningar:
- Tumac nr 1–12/1978, 1–12/1979, 1–6/1980
- Fantomen nr 24–26/1979
- Serie-Nytt nr 1–9/1983, 1–12/1984
- Seriemagasinet nr 7–10/1994, 3, 5, 6/1995

Album:
- 7 st julalbum 1978–84.